# 38. vestlige længdekreds
Den 38. vestlige længdekreds (eller 38 grader vestlig længde) er en længdekreds, der ligger 38 grader vest for nulmeridianen. Den løber gennem Ishavet, Grønland, Atlanterhavet, Sydamerika, det Sydlige Ishav og Antarktis.